# Обу

О́бу (яп. 大府市, おおぶし, МФА: [obu ɕi̥]?) — місто в Японії, в префектурі Айті. Розташоване в західній частині префектури, в основі півострова Тіта.   Виникло на основі сільських поселень раннього нового часу. Отримало статус міста 1970 року. Площа становить 33,68 км². Станом на 1 серпня 2011 року населення складало 85 743  осіб, густота населення — 2550 осіб/км².  Основою економіки є садівництво, вирощування винограду і динь, автомобілебудування, комерція.   Відіграє роль спального району Наґої.